# 馬克和保羅·海伯林
保羅·海伯林（法語：Paul Haeberlin，1923年-2008年），出生於法國科爾馬-里博維萊區上萊茵省的伊勒伊瑟恩，是餐館世家的第三代法式料理廚師，有著和保羅·博庫斯相同米其林指南三星評鑑的資歷，其子馬克·海伯林（法語：Marc Haeberlin，1954年－）繼承衣缽，繼續經營世代傳承的Auberge de l' Ill餐廳。

## 生平
海伯林家族自1882年就已經開始經營餐廳，到保羅·海伯林已經是家族的第三代，他十四歲的時候開始想要投入烹飪，於是前往里博維萊的苗圃酒店（法語：Hôtel de la Pépinière），跟著當時的名廚愛德華·韋伯（法語：Édouard Weber，服侍過俄國沙皇、希臘國王和羅斯柴爾德家族），之後前往巴黎的Rotisserie Périgourdine餐廳完成學徒生涯。
第二次世界大戰期間，整個餐廳建築物被炸毀夷為平地，1950年保羅·海伯林和他的胞弟讓-皮埃爾·海伯林（法語：Jean-Pierre Haeberlin，出生於1925年），一起重建旅館和餐廳，並命名為Auberge de l'Ill，保羅·海伯林專心於廚房的工作，讓-皮埃爾·海伯林則負責旅館經營，1952年Auberge de l'Ill餐廳獲得米其林一星評鑑。
1953年保羅·海伯林和上萊茵省的瑪麗·伊特爾（法語：Marie Ittel）成婚，先後生下馬克（Marc）和丹妮爾（Danièle），1957年獲得米其林二星評鑑，終於在1967 年獲得米其林指南三星評鑑，自1967年-2019年之間，Auberge de l'Ill一直維持米其林指南的三星評鑑，和里昂名廚保羅·博庫斯的Collonges-au-Mont-d'Or餐廳，擁有相同的資歷。
家族第四代的馬克·海伯林，從小就跟著父親在廚房忙進忙出，因此他很早就決定走烹飪的生涯，前往斯特拉斯堡酒店學校（法語：Lycée hôtelier de Strasbourg）完成基本的養成之後，前往幾位名廚的餐廳當學徒：特羅斯格羅斯兄弟餐廳、勒內·拉塞爾、保羅·博庫斯和加斯頓·萊諾特，結束學徒生涯之後，1976年回到Auberge de l' Ill和父親保羅·海伯林一起工作。
馬克·海伯林選擇走和家族傳統不同的路，透過各種合作的開發，讓自己有多元的發展：
- 2000年 成為德國洛倫茲·阿德隆（法語：Lorenz Adlon）餐廳、玻里尼西亞大溪地洲際酒店的顧問。
- 2007年 和日本合作，在名古屋開設Auberge de l'Ill。
- 2013年 成為斯特拉斯堡的Brasserie des Haras餐廳總監、成為郵輪商CroisiEurope菜單開發顧問。

2008年保羅·海伯林與世長辭，許多法國著名廚師都來送他最後一程。

## 獲獎
- 1967年-2019年 Auberge de l' Ill 米其林指南，目前是二星評鑑[7]
- Auberge de l' Ill 戈和米約[8]
- 2007年 馬克·海伯林獲得法國榮譽軍團勳章

2010年為了表彰保羅·海伯林在烹飪美食長達半世紀的付出，斯特拉斯堡貿易會展仿效世界烹飪大賽，也舉辦一個保羅·海伯林盃競賽，但是這個競賽是以美食為基礎的綜合競賽，這是目前世界唯一由廚師、管家和侍酒師組成的團隊，每兩年舉辦一次競賽，希望可以挖掘更多優秀的美食團隊。

## 相關連結
- 海伯林家族的Auberge de l'Ill官方網站 （页面存档备份，存于）
- 保羅·海伯林盃官方網站 （页面存档备份，存于）